# Бой Хайе
Бой Хайе (на нидерландски: Boy Hayje) е бивш пилот от Формула 1.
Роден на 3 май 1949 година в Амстердам, Нидерландия.

## Формула 1
Бой Хайе прави своя дебют във Формула 1 в Голямата награда на Нидерландия през 1976 година. В световния шампионат записва 7 състезания като не успява да спечели точки. Състезава се за отбора на РАМ и с частен Пенске.